# Pelodytes
Pelodytes es un género de anfibios anuros (siendo el único vivo dentro del grupo Pelodytidae) que habitan en el sudeste de Europa y en el Cáucaso. El proceso de especiación de este género aún no es bien conocido. Las tres especies se separaron entre sí a partir de un ancestro común hace aproximadamente 25 millones de años, entre el Oligoceno y el Mioceno, siendo Pelodytes caucasicus la especie que exhibe un parecido más estrecho con el ancestro común. Por otra parte, se descarta la hipótesis de que las especies P. puntactus y P. ibericus deriven una de otra.

## Especies
Según ASW se reconocen las siguientes:
- Pelodytes atlanticus Díaz-Rodríguez, Gehara, Márquez, Vences, Gonçalves, Sequeira, Martínez-Solano & Tejedo, 2017[4]
- Pelodytes caucasicus Boulenger, 1896.
- Pelodytes hespericus Díaz-Rodríguez, Gehara, Márquez, Vences, Gonçalves, Sequeira, Martínez-Solano & Tejedo, 2017[4]
- Pelodytes ibericus Sánchez-Herraíz, Barbadillo-Escrivá, Machordom y Sanchíz, 2000.
- Pelodytes punctatus (Daudin, 1802).